# 1048

## Esdeveniments
Països Catalans
Resta del món
- Fundació probable d'Oslo

## Naixements
Països Catalans
Resta del món
- 18 de maig - Nixapur, Ariana: Omar Khayyam, poeta, matemàtic, filòsof i astrònom persa (m. 1131).[1]

## Necrològiques
Països Catalans
Resta del món
- 8 de juliol - Lieja (principat de Lieja): Wazon, príncep-bisbe.